# 天主教卡薩納-盧韋羅教區
天主教卡薩納-盧韋羅教區（拉丁語：Dioecesis Kasana-Luveerina）是烏干達一個羅馬天主教教區，屬坎帕拉總教區。
教區成立於1996年11月30日，包括中部區納卡塞凱區、納卡松戈拉區和盧韋羅區。教座位於盧韋羅。
2006年有教友205,016人（佔轄區總人口31.9%）、十五個堂區、十七名司鐸。現任教區主教為保祿·塞諾蓋雷雷。